# Vattenplaning

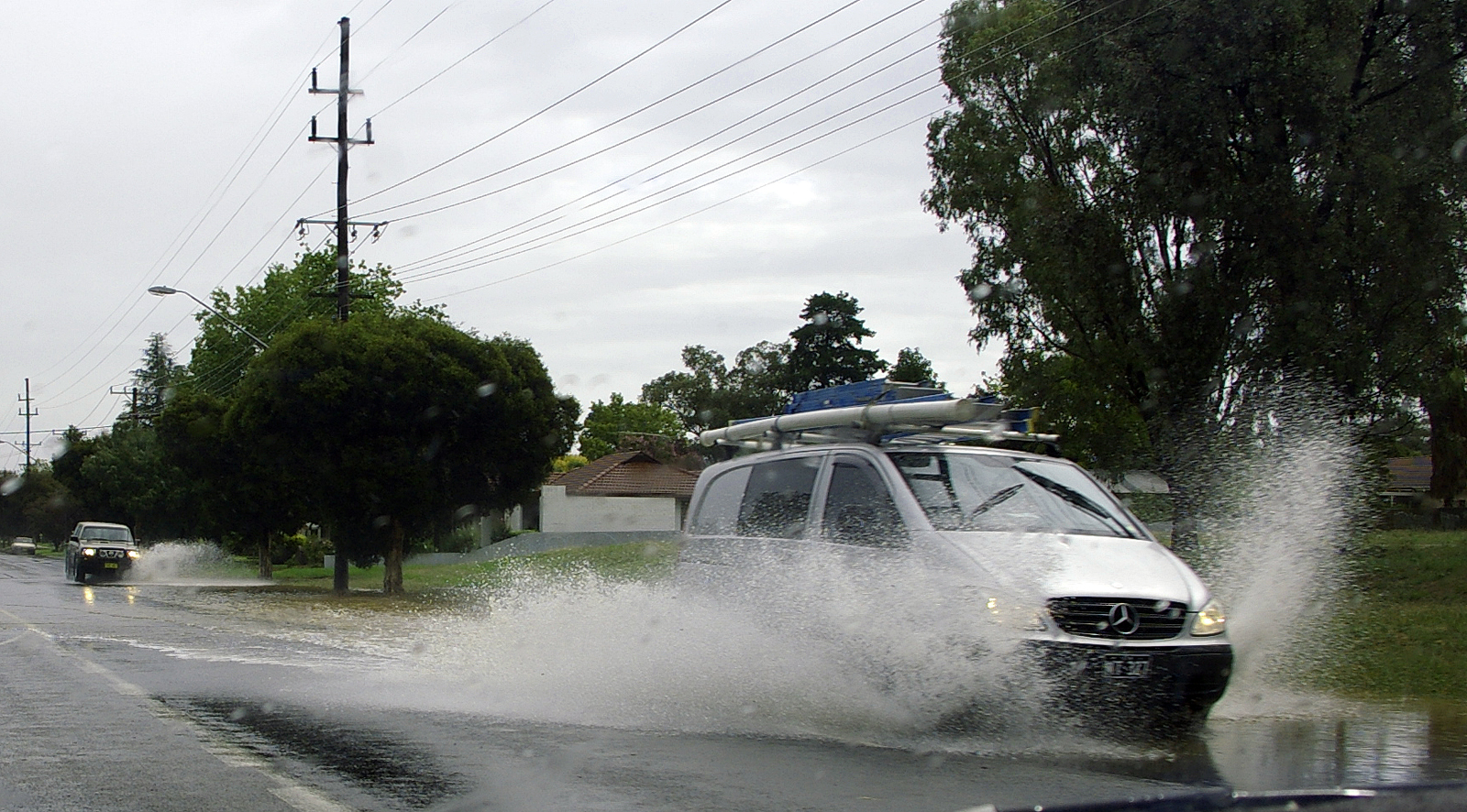
Två fordon vattenplanar.

Vattenplaning kallas det fenomen som innebär att det vid färd med ett fordon på en våt vägbana vid en viss hastighet uppstår en vattenfilm mellan fordonets hjul och vägbanan. Vattenfilmen gör att väggreppet upphör, vilket omöjliggör att styra, bromsa eller accelerera fordonet. 

## Orsaker
För att kunna ändra ett fordons riktning eller hastighet krävs friktion mellan däck och vägbana. Om en tillräckligt tjock vattenfilm uppstår mellan däck och vägbana, kan friktionen minska så mycket att fordonet inte kan manövreras.
Mönster hos gummidäck är utformade för att vattnet mellan däck och vägbana ska trängas undan, och bevara väggreppet. Vattenplaning uppstår när ett däck möter mer vatten än det kan tränga undan. Framför det rullande hjulet uppstår en kil av vatten vilket gör att hjulet kan lätta från vägytan. Däcket glider sedan ovanpå en vattenfilm med liten eller ingen kontakt med vägbanan. Om flera däck vattenplanar kan fordonet bli omöjligt att kontrollera.  

## Påverkansfaktorer
Risken för vattenplaning ökar med ökande hastighet, ökande vattendjup och minskande mönsterdjup (slitna däck). 
Vägbanans beskaffenhet har betydelse. Speciellt ogynnsamt är slitna vägbanor med "hjulspår", samt på vägbanor med otillräcklig snedlutning, men även vägbanans makrotextur har betydelse.
Däckens kondition och mönsterdjup har betydelse, där enligt Trafikverket däck sommartid ska ha ett kvarvarande mönsterdjup av minst 1,6 mm i däckets huvudmönster. För att ge bra friktion vid fuktig vägbana bör mönsterdjupet vara minst 3 mm. Breda däck ger större risk för vattenplaning än smala. 

### Hastighet
Den enskilt viktigaste faktorn för vattenplaning är hastigheten, där en fart under cirka 50 km/h minskar risken för vattenplaning även vid stora vattenmängder på vägbanan.
För måttliga vattenmängder och däck med ett mönsterdjup på minst 3 mm minskar risken för vattenplaning med en fart på under 80 km/h.